# Parkdale (Missouri)
Parkdale és una població dels Estats Units a l'estat de Missouri. Segons el cens del 2000 tenia 205 habitants.

## Demografia
Segons el cens del 2000, Parkdale tenia 205 habitants, 70 habitatges, i 59 famílies. La densitat de població era de 608,9 habitants per km².
Dels 70 habitatges en un 28,6% hi vivien nens de menys de 18 anys, en un 70% hi vivien parelles casades, en un 11,4% dones solteres, i en un 14,3% no eren unitats familiars. En el 12,9% dels habitatges hi vivien persones soles el 4,3% de les quals corresponia a persones de 65 anys o més que vivien soles. El nombre mitjà de persones vivint en cada habitatge era de 2,93 i el nombre mitjà de persones que vivien en cada família era de 3,13.
Per edats la població es repartia de la següent manera: un 21,5% tenia menys de 18 anys, un 8,8% entre 18 i 24, un 27,8% entre 25 i 44, un 28,3% de 45 a 60 i un 13,7% 65 anys o més.
L'edat mediana era de 41 anys. Per cada 100 dones de 18 o més anys hi havia 106,4 homes.
La renda mediana per habitatge era de 52.000 $ i la renda mediana per família de 56.875 $. Els homes tenien una renda mediana de 41.000 $ mentre que les dones 23.594 $. La renda per capita de la població era de 17.783 $. Entorn del 3,2% de les famílies i el 3,7% de la població estaven per davall del llindar de pobresa.

## Poblacions més properes
El següent diagrama mostra les poblacions més properes.